# 川島保男
川島 保男（かわしま やすお）は、日本のテレビ番組プロデューサー。早稲田大学政治経済学部卒業後、テレビ朝日に入社。編成部、報道センター（ニュースステーションほか）、制作2部（ドラマ制作）部を経て、BS朝日編成制作局長、朝日新聞社デジタル営業センター長、テレビ朝日役員待遇総合ビジネス局長などを経て、2020年より日本ケーブルテレビジョン（JCTV ）代表取締役社長。
プロデュース作品「王様の家」（2011年　BS朝日）で第29回ATP賞テレビグランプリ・ドラマ部門最優秀賞を受賞。
「久米宏のTOKYO空の下」で平成22年日本民間放送連盟賞 テレビエンターテインメント番組 優秀賞を受賞

## プロデュース作品

### ドラマ
- 爆笑問題のおバカな人々（テレビ朝日 2000）企画
- 電池が切れるまで（テレビ朝日 2004）
- にんげんだもの 相田みつを物語（テレビ朝日 2004）
- ビバ！山田バーバラ（テレビ朝日 2006）
- 黒い太陽（テレビ朝日 2006）協力プロデューサー
- だめんずうぉ〜か〜（テレビ朝日 2006）
- 信長の棺（テレビ朝日 2006）協力プロデューサー
- テレサテン物語〜私の家は山の向こう（テレビ朝日 2007）
- 半落ち（テレビ朝日 2007）
- ラストメール（BS朝日 2008）プロデューサー 脚本（7話）
- ７万人探偵ニトベ（BS朝日 2009）
- ラストメール2〜いちじく白書（BS朝日 2009）
- 刑事定年（BS朝日 2010）
- 家族法廷（BS朝日 2011）
- 王様の家（BS朝日 2011）

### その他
- 久米宏のTOKYO空の下（BS朝日）